# Evangelische Kirche (Wolfskehlen)

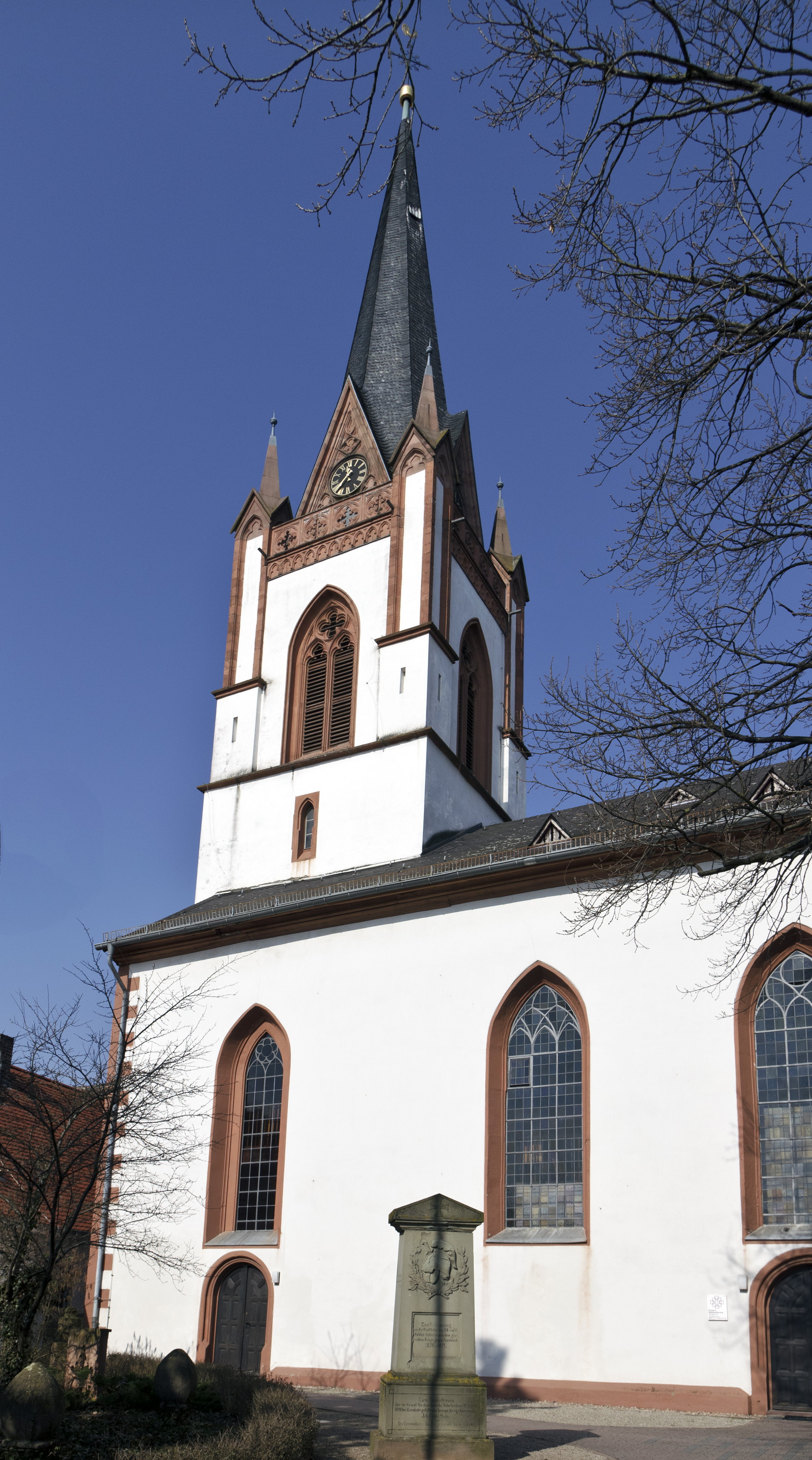
Evangelische Kirche Wolfskehlen

Die Evangelische Kirche Wolfskehlen ist ein denkmalgeschütztes Kirchengebäude, das in Wolfskehlen steht, einem Stadtteil von Riedstadt im Kreis Groß-Gerau in Hessen. Die Kirchengemeinde gehört zum Dekanat Groß-Gerau-Rüsselsheim in der Propstei Starkenburg der Evangelischen Kirche in Hessen und Nassau.

## Beschreibung
Die Vorgängerkirche wurde 1616 bis auf den Kirchturm abgebrochen und bis 1618 wiederaufgebaut. Der ursprünglich freistehende Kirchturm tritt nach Verlängerung des Kirchenschiffs nur noch geringfügig aus der Westfront hervor. Das Altarretabel aus der Zeit um 1490/1500 wurde 1821 verkauft und befindet sich heute in den Sammlungen des Hessischen Landesmuseums Darmstadt. Die Kirche wurde 1862 durch einen Brand zerstört. 1864 wurde sie als neugotische Saalkirche mit Fünfachtelschluss im Osten nach den Plänen von Kreisbaumeister Eduard Renner wieder aufgebaut. Dabei wurde dem Turm ein weiteres Geschoss mit Fialen an den Ecken aufgesetzt, das hinter den Klangarkaden den Glockenstuhl beherbergt. Zwischen den Giebeln für die Zifferblätter der Turmuhr erhebt sich ein achtseitiger, schiefergedeckter spitzer Helm.
Im Glockenstuhl hängt ein dreistimmiges Glockengeläut:
- Glocke 1 mit dem Schlagton f′ und einem Durchmesser von 1150 mm wiegt 930 kg und wurde 1865 von Georg Hamm (Kaiserslautern) gegossen.
- Glocke 2 mit dem Schlagton as′ ist die Totenglocke. Sie wurde 1952 von der Glocken- und Kunstgießerei Rincker (Sinn) gegossen.
- Glocke 3 mit dem Schlagton c″ heißt Klingglocke. Sie hat bei einem Durchmesser von 710 mm ein Gewicht von  210 kg und wurde wie Glocke 1 ebenfalls 1865 von Georg Hamm (Kaiserslautern) gegossen.

Der Innenraum hat eine U-förmige Empore. Ein Chorbogen, an dem die Kanzel mit ihrem Schalldeckel befestigt ist, trennt den Altarraum vom Kirchenschiff.
Die 1866 von Georg Christian Rothermel gebaute Orgel wurde um 1915 durch eine Orgel mit 18 Registern, zwei Manualen und einem Pedal der Eifert (Orgelbau) ersetzt.